# نهائي كأس إيطاليا 2014
نهائي كأس إيطاليا 2014 هي المباراة النهائية من منافسة كأس إيطاليا 2013-14، أقيمت المباراة في 3 مايو 2014، في ملعب أولمبيكو، بين فريقي نادي فيورنتينا، ونادي نابولي، وفاز فيها نادي نابولي، بعد أن هزم نادي فيورنتينا، بنتيجة 1 - 3، وكان حكم المباراة دانييلي أورساتو، وحضر المباراة 65000 شخصاً.

## تفاصيل المباراة
لعبت المباراة النهائية في 3 مايو 2014.
| نادي فيورنتينا               | 1 -3 | نادي نابولي                                                                   |
| ---------------------------- | ---- | ----------------------------------------------------------------------------- |
| خوان مانويل فارغاس 28 دقيقة' |      | لورينزو إينسيني 11 دقيقة' · لورينزو إينسيني 17 دقيقة' · دريس ميرتنز 90 دقيقة' |